# جورج سيمبسون (منافس ألعاب قوى)
جورج سيمبسون (بالإنجليزية: George Simpson)‏ هو منافس ألعاب قوى أمريكي، ولد في 21 سبتمبر 1908 في كولومبوس في الولايات المتحدة، وتوفي بنفس المكان في 2 ديسمبر 1961.

## وصلات خارجية
- جورج سيمبسون على موقع اللجنة الأولمبية الدولية (الإنجليزية)
- جورج سيمبسون على موقع أوليمبيديا (الإنجليزية)